# Filosofia del cinema
La filosofia del cinema può essere considerata l'erede degli studi sulla teoria cinematografica fondati sulla riflessione del film come forma d'arte appartenente alla dottrina dell'Estetica.

## Le prime teorie
Il primo autore interessato a esplorare questioni filosofiche riguardanti il cinema è stato Hugo Münsterberg (1863-1916) che esaminando il cinema muto cercò di definire in che cosa fosse concettualmente distinto dal teatro concludendo che l'uso di certi espedienti tecnici come i "primi piani" o i "flashback" erano caratteristiche uniche del cinema tali da configurarne la sua peculiare natura.
Con l'avvento del sonoro nei film, Rudolf Arnheim ha sostenuto che all'epoca del muto il cinema era esteticamente superiore. L'aggiunta del suono alle immagini in movimento in precedenza silenziose aveva tolto quella caratteristica che faceva del cinema un unicum estetico. Invece di essere una forma d'arte unica basata su immagini in movimento, il film era diventato solo una combinazione di due forme d'arte.
Per André Bazin, al contrario di Arnheim, se un film abbia o no il suono è in gran parte irrilevante. Egli credeva che il film sin dalle sue origini ha un evidente rapporto con la fotografia da cui prende la caratteristica di raffigurazione della realtà. Come la fotografia il film ha la capacità di catturare il mondo reale.
La «poetica della trasparenza» di Bazin, condivisa da Kendall Walton (1939), vede il cinema come un mezzo trasparente alla realtà.
Dopo l'avvento e la diffusione del cinema sonoro a partire dagli anni Trenta del Novecento, si discute del cinema come una nuova arte diretta a realizzare una democratizzazione della cultura. Il cinema inteso non solo come svago per persone incolte ma come mezzo per acquisire nuove visioni del mondo, non più riservate a una cultura d'élite.
Dagli anni Ottanta del XX secolo in poi le discussioni teoriche approdano alla convinzione che vi sia una filosofia del cinema che ha ormai assunto una sua specifica autonomia come branca della speculazione filosofica incentrata sulla natura dell'immagine cinematografica, sui dati razionali che la compongono e sui meccanismi diretti a suscitare pensieri ed emozioni negli spettatori.

## Il potere dell'immagine
Scriveva Aristotele che «gli uomini, sia nel nostro tempo sia dapprincipio, hanno preso dalla meraviglia lo spunto per filosofare» confermando l'opinione di Platone che affermava che il thaumazein (provare meraviglia) era all'origine del filosofare. Guardando le immagini dunque gli uomini non solo provano piacere ma imparano e ragionano «meglio e più facilmente di quanto possa accadere con l'esercizio filosofico tradizionale...la poiesis (e al suo interno quella forma di mimesis che è il cinema) ci mette in contatto con l'universale.»
«Insomma non soltanto il cinema non è altra cosa rispetto a quell'imparare e ragionare in cui consiste la filosofia. Il guardare le immagini è in se stesso philosophoteron, "la cosa più filosofica", in quanto consente di apprendere le prime conoscenze, sollecita la meraviglia e permette di manthanein [imparare] e sylloghizestai [ragionare]».
Il cinema allora è filosofia e di questa si pone le fondamentali domande:
Domande che richiamano la funzione del dialogo socratico: il cinema, infatti, offre soluzioni aperte, senza mai approdare a conclusioni definitive: l'emozione dell'immagine, infatti, non ci mostra una verità, ma un senso, una possibilità, spingendoci a porci delle domande.
L'opera cinematografica «..non si costituisce né come un'arbitraria "invasione di campo", né come un esercizio estrinseco rispetto al cosiddetto "specifico filmico"». Le domande sul rapporto cinema-filosofia vanno risolte col chiedersi che cos'è la filosofia. Come scriveva Gilles Deleuze nelle sue due opere sul cinema: L'immagine-movimento e L'immagine-tempo:

## La ragione logopatica del cinema
Vi sono stati filosofi, come Aristotele, San Tommaso, Kant, Wittgenstein e altri, che anche quando hanno analizzato le componenti emozionali dell'uomo lo hanno fatto in forma essenzialmente logica mentre altri pensatori, come Schopenhauer, Nietzsche, Kierkegaard «non si sono limitati a tematizzare una componente affettiva ma l'hanno di fatto inserita nella razionalità come una chiave essenziale di accesso al mondo» poiché per compenetrarsi a fondo in un problema filosofico e comprenderlo bisogna viverlo.
Spesso però i filosofi hanno dovuto scontrarsi con la difficoltà di rendere le loro speculazioni con un linguaggio adatto e comprensibile. Ed è qui che il cinema, «usando una ragione logopatica [sia logica che affettiva a un tempo] e non solo logica» (poiché l'emotività non scaccia la razionalità ma la ridefinisce), potrebbe soccorrere offrendo un linguaggio per immagini più comprensibile e accessibile dando senso cognitivo a ciò che i filosofi tentano di esprimere a parole. In questo senso il rapporto fra cinema e filosofia è analogo a quello fra filosofia e letteratura.
Per capire filosoficamente un film bisogna guardarlo come «concetto visuale in movimento» , una sorta di "concetto visivo" che Julio Cabrera chiama "concettimmagine" che, diversamente dai "concettidea" dei filosofi logici, producono un fatto emotivo da cui si origina un sapere a cui non occorre il linguaggio ma che sia solo semplicemente rappresentato visivamente . Per questo «potremmo definire l'intero film un macro-concettimmagine, composto a sua volta da concettimmagini minori» .

## I meccanismi dell'immagine
I concettimmagine cinematografici sono poi più pregnanti di contenuti rispetto a quelli filosofici in quanto hanno la capacità di offrire allo spettatore quanto manca nei primi e cioè ««la pienezza di un'esperienza viva, dal momento che include in essa la temporalità e il movimento», generando un impatto emotivo come risultato di meccanismi tecnici come il montaggio che permette il "multiprospettivismo", e la manipolazione della cronologia o la gestione di diversi punti di vista cioè «la capacità che ha il cinema di saltare continuamente dalla prima persona (ciò che sente o vede il personaggio) alla terza (ciò che vede la cinepresa»).
Già nei primi anni del Novecento, Henri Bergson, come in seguito Deleuze, trovava confermata nel cinema la concezione del tempo come "durata reale", il tempo cioè come è sentito dalla coscienza individuale: non quindi quello quantitativo, "spazializzato", dell'orologio - ma quello "qualitativo" del film dove la dimensione temporale è collegata agli stati d'animo.
Lo strumento della manipolazione del tempo nell'opera cinematografica è il montaggio, l'elemento dal quale dipende la percezione da parte dello spettatore del ritmo della narrazione: disteso, se è costituito da una serie di poche inquadrature, ognuna delle quali occupa un numero abbastanza ampio di secondi, fino all'uso di una sola inquadratura, oppure può essere frenetico se le inquadrature sono moltissime e ciascuna occupa pochi secondi o anche meno.

### Sulla temporalità nel cinema
- AA.VV., Il tempo, in "Filmcritica" 1994, 450, pp. 500–51
- S. Bernardi, Introduzione alla retorica del cinema, Firenze 1995, 2003⁵, pp. 139–65.
- G. Bettetini, Tempo del senso: la logica temporale dei testi audiovisivi, Milano 1979
- G. Carluccio, Cinema e racconto. Lo spazio e il tempo, Torino 1988
- G. Deleuze, L'image-temps, Paris 1985 (trad. it. Milano 1989)
- P. Montani, L'immaginazione narrativa. Il racconto del cinema oltre i confini dello spazio narrativo, Guerini, Milano 1999.